# Beibingyang

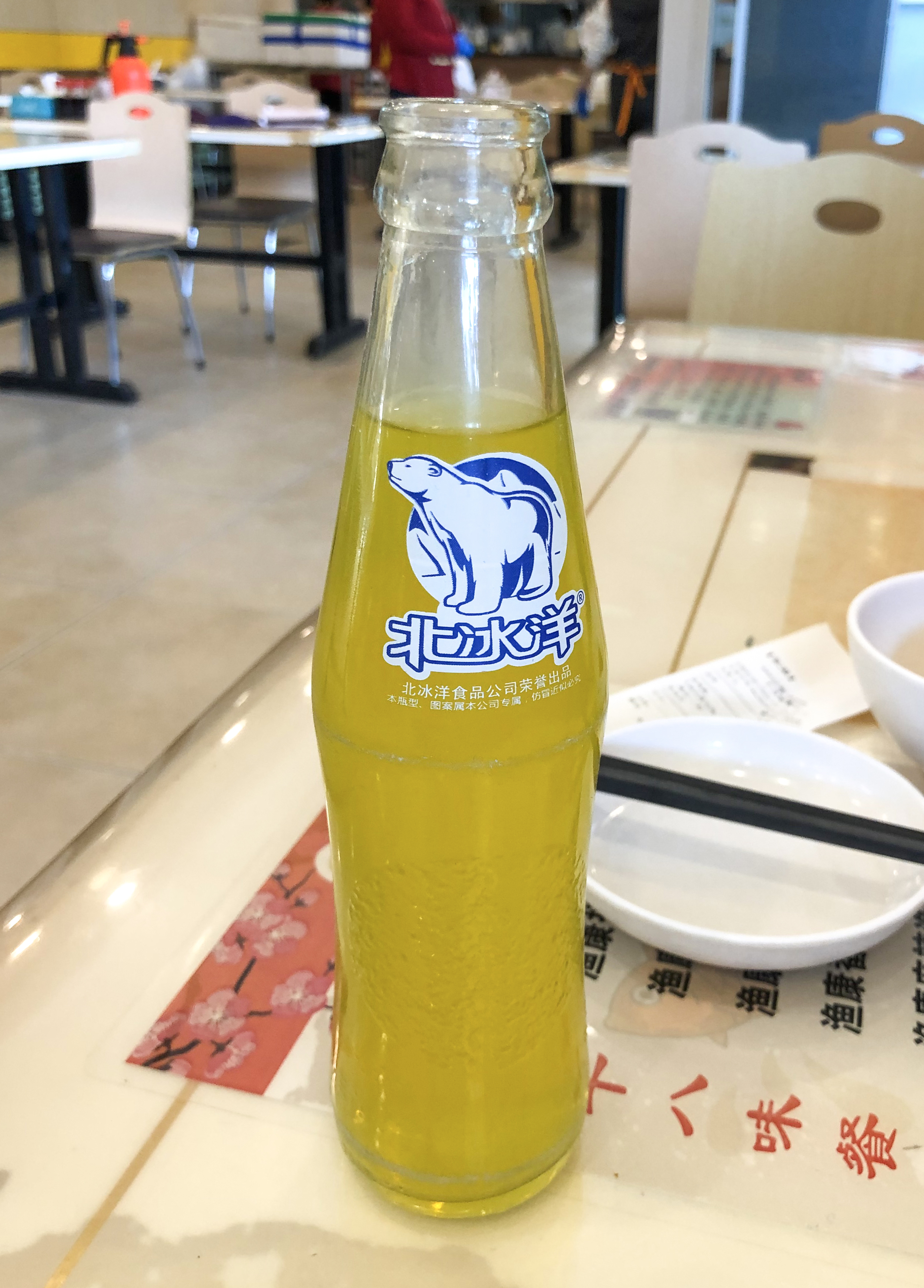

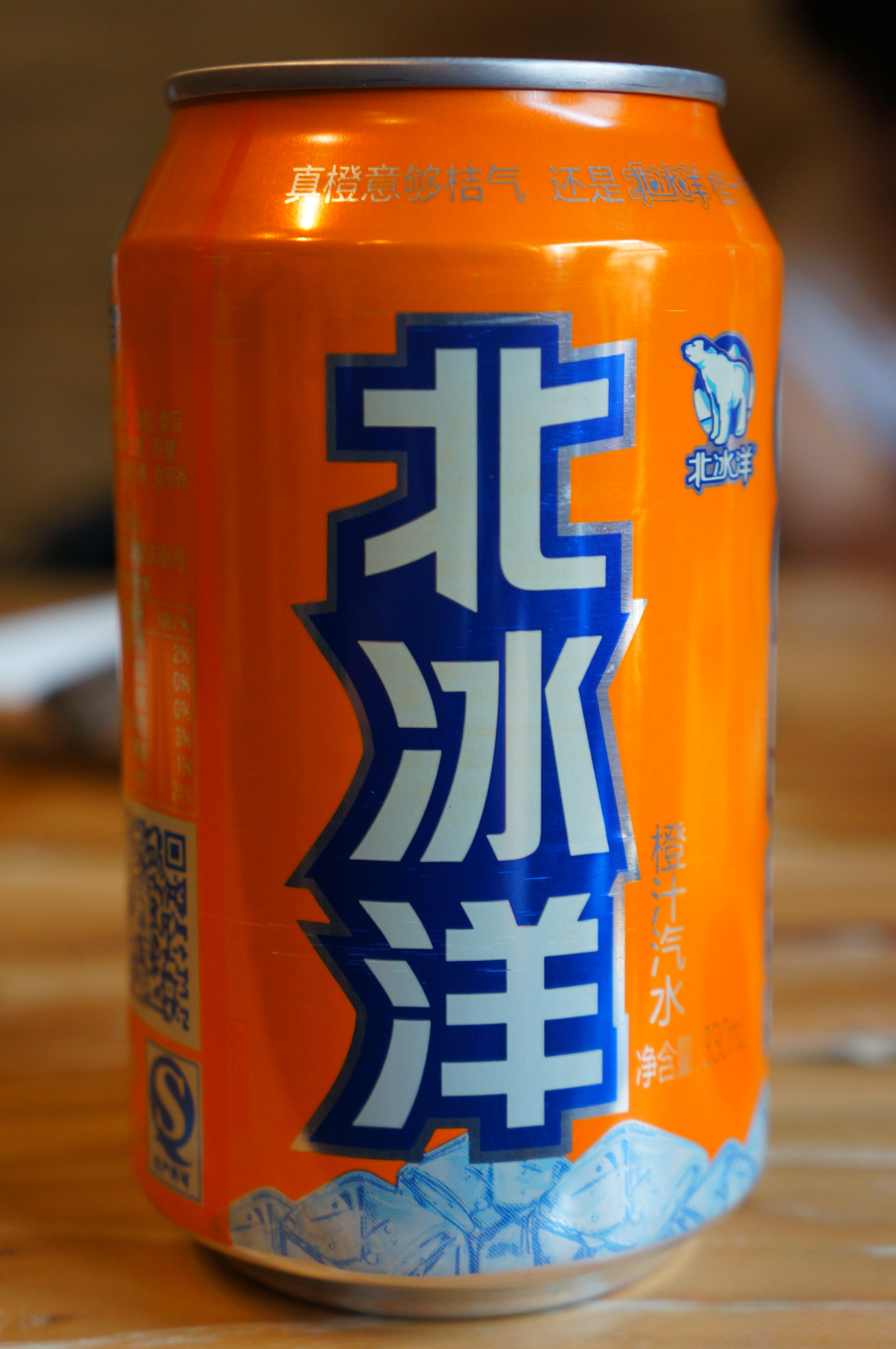

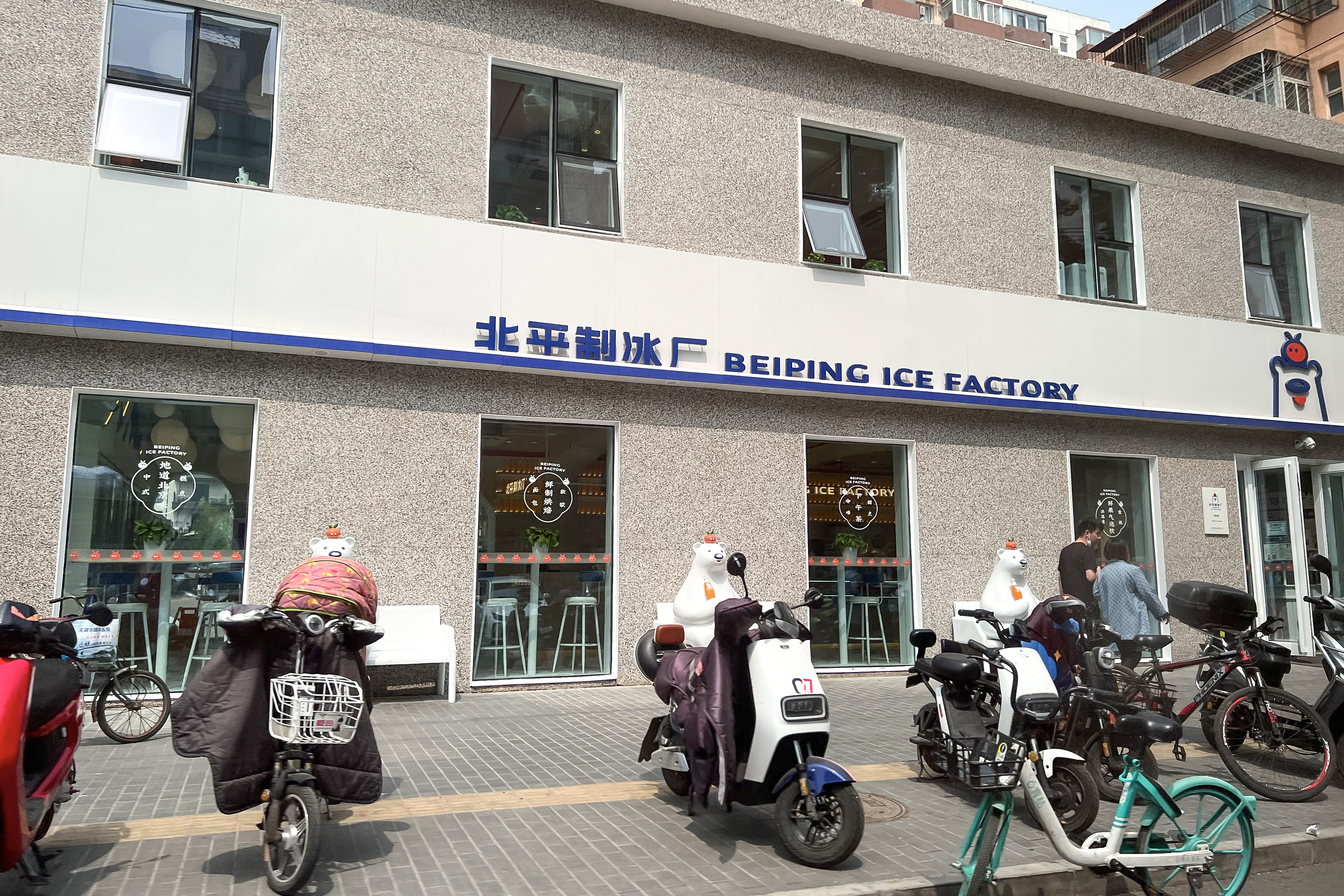
Ein nach der Eisfabrik Běipíng benannter “experience store” im Huāyuánlù-Viertel im Bezirk Hǎidiàn (Bēijīng)

Běibīngyáng (chinesisch: 北冰洋 »Nordpolarmeer« bzw. 北冰洋（北京）饮料食品有限公司) ist ein Limonadenherstseller in Běijīng, der im Jahr 1956 zu produzieren begann und nach fünfzehnjähriger Unterbrechung im Jahr 2011 wieder die Produktion aufnahm. Das Markenzeichen von Běibīngyáng ist ein Eisbär inmitten von Eis und Schnee.

## Geschichte
Die Geschichte der Běibīngyáng-Limonade lässt sich bis zur 1936 gegründeten Eisfabrik Běipíng zurückführen. Während des Widerstandskrieges gegen Japan wurde die Fabrik von der japanischen Armee requiriert und als Lager verwendet. Nach der Gründung der Volksrepublik China im Jahr 1949 wurde die Fabrik verstaatlicht und in »Neue Eisfabrik Běijīng« (Běijīng xīnjiàn zhìbīngchǎng 北京新建制冰廠) umbenannt. 1950 ließ die Fabrik ihr Markenzeichen mit dem Eisbär eintragen. Sie produzierte damals vor allem Eiscreme und Eis am Stiel. Im Jahr 1951 wurde sie in »Lebensmittelfabrik der Stadt Běijīng« (Běijīng Shì shípǐnchǎng 北京市食品廠) umbenannt. Ein Zusammenschluss mit Watsons Shànghǎi (Shànghǎi Qūchénshì 上海屈臣氏) im Jahr 1945 brachte dem Unternehmen zwei Limonadenherstellungsmaschinen, die 1940 in den USA hergestellt worden waren und die Produktion von vier Limonaden wurde aufgenommen:
- Orangensaftlimonade (orange)
- Mandarinensaftlimonade (gelb)
- Saure Pflaumensaftlimonade (lila)
- Zitronenlimonade (farblos)

Eine Flasche Limonade kostete damals 0,10 Yuán. Im Gegensatz zu Limonaden anderer Hersteller, die rein chemisch produziert wurden, enthielten die Fruchtsaftlimonaden von Běibīngyáng natürliches Fruchtmark, so dass es zum Teil sichtbare Ausflockungen gab.

## Einstellung der Produktion
Infolge der Reformen und Öffnung Chinas im Jahr 1979 kamen zahlreiche ausländische Unternehmen nach China, darunter der Konzern PepsiCo, der 1981 in China Fuß fasste. 1994 begannen PepsiCo und Běibīngyáng eine Zusammenarbeit und es gab eine Aktion, bei der man zu jeder verkauften Běibīngyáng-Limonade ein kostenloses Pepsi-Cola erhielt, und Pepsi gewann allmählich die Kontrolle über Běibīngyáng.
Neben Běibīngyáng stellten noch sechs weitere Limonadenproduzenten nach solchen Aktionen von PepsiCo und Coca-Cola die Produktion ein und verschwanden – ein Prozess, der in der chinesischen Erfrischungsgetränkeindustrie als »Überflutung der sieben Armeen« (shuǐ yān qī jūn shìjiàn 水淹七军事件) bekannt ist.

## Wiederaufnahme der Produktion
Im Jahr 2007 kündigte Běibīngyáng nach langen Verhandlungen den Vertrag mit PepsiCo im Gegenzug dafür, dass die chinesische Seite bis Ende Januar 2011 keine kohlensäurehaltigen Erfrischungsgetränke und Getränke unter dem Markennamen Běibīngyáng produziert und verkauft.
Ende 2010 gab es Gerüchte in den Medien, dass Běibīngyáng-Limonaden wieder auf den Markt gebracht werden könnten.
Im Jahr 2010 hatte Běibīngyáng eine Kapitalspritze vom Milch- und Eisproduzenten Yìlì erhalten, der damit zweitgrößter Anteilseigner wurde und die Produktion und der Verkauf von Běibīngyáng-Limonaden wurde 2011 wieder aufgenommen. Zusätzlich zu den ursprünglichen Glasflaschen gibt es nun auch Aluminiumgetränkedosen, die 2013 eingeführt wurden, und PET-Flaschen, die am 1. September 2018 eingeführt wurden. Am 1. Juni 2018 nahm die wurde die Yìlì-Běibīngyáng Ānhuī GmbH (Yìlì-Běibīngyáng (Ānhuī) yǒuxiàngōngsī 义利北冰洋（安徽）有限公司) die Produktion in Mǎ’ānshān auf und ist damit die erste Běibīngyáng-Produktionsstätte außerhalb von Běijīng.

## Popkultur
- In der Jugendfernsehproduktion Chūnfēng shí lǐ, bùrú nǐ 《春风十里，不如你》 gab es einen Auftritt von Běibīngyáng-Orangenlimonade.